# Rio Dobrun
O Rio Dobrun é um rio da Romênia, afluente do Lotru, localizado no distrito de Vâlcea.